# Love Tyrant
Love Tyrant (恋愛暴君, Ren'ai bōkun), également connu sous le nom The Very Lovely Tyrant of Love, est une série japonaise de manga comique de Megane Mihoshi, publiée en ligne entre mai 2012 et décembre 2018 sur le site Comic Meteor d'Aplix, ; la série compte au total quatorze volumes tankōbon principaux et un secondaire,.
La série a également reçu une adaptation télévisée en anime par le studio EMT Squared qui était diffusée au Japon entre avril et juin 2017,,.

## Synopsis
Un « Kiss Note » est un puissant cahier qui permet à tous ceux qui ont leur nom écrit dessus de tomber instantanément amoureux d'eux s'ils s'embrassent sans égard aux circonstances. Cet objet magique et très familier appartient à une ange nommée Guri dont le travail de Cupidon est de créer des couples. Cependant, elle note accidentellement Aino Seiji, un simple lycéen et à moins qu'il embrasse quelqu'un, Guri mourra. Elle convainc Seiji d'aller embrasser son amour, Hiyama Akane, la fille populaire de l'école qui s'avère avoir des sentiments encore plus forts pour lui, avoisinant l'obsession et la folie. Finalement, Akane et Seiji sortent ensemble, mais pas avant que Guri décide qu'elle aime aussi Seiji. Ce qui semble génial pour la plupart des gars devient un enfer pour Seiji qui veut juste une relation ordinaire avec les filles.

## Personnages

### Personnages principaux
Seiji Aino (藍野 青司, Aino Seiji)
Voix japonaise : Kensho Ono,
Le héros principal de la série. Il a rencontré Guri quand elle est apparue à sa porte d'entrée, déguisée en « shinigami ». Elle lui a alors dit que son nom était écrit dans le Kiss Note et que s'il n'avait pas embrassé quelqu'un au cours des 24 heures à venir, elle mourrait et il resterait vierge pour la vie. Il finit par avouer son amour pour Akane, pour seulement découvrir ses tendances « yandere ». Seiji est une personne plus ou moins raisonnable, essayant de faire plaisir à toutes les femmes autour de lui sans les blesser. Lui, comme tous les autres à l'exception de Guri, sont des anges mineurs puisque que Guri les a mis ensemble dans une relation. En conséquence, ils sont tous devenus immortels, mais ressentent toujours de la douleur, et si Guri ne parvient pas à faire son travail, toutes les personnes qui lui sont connectées cesseront d'exister complètement.
Guri (グリ)
Voix japonaise : Yoshino Aoyama,
Une ange/Cupidon. L'enfant littéral de Dieu et l'ancienne Dame de l'enfer, Mavuro. En raison de cela, Guri a la tendance naturelle à être « déchue » plus facilement que la plupart des anges. Elle traite souvent son devoir de Cupidon comme un jeu, formant presque exclusivement des couples homosexuels en raison de son amour pour la romance masculine. Quoi qu'il en soit c'est de cette raison qu'elle dépasse son quota pour que les couples soient formés par mois. Malgré d'être un Cupidon, elle ne comprend pas le concept de l'Amour. En réalité, la raison pour laquelle elle est une cupide est que son père voulait qu'elle essaye de comprendre ce qu'est l'amour, car il est nécessaire pour devenir Dieu (Dieu doit aimer tout le monde). Finalement, elle commence à reconnaître certaines émotions quand elle est avec Seiji, découvrant enfin qu'elle est amoureuse.
Akane Hiyama (緋山 茜, Hiyama Akane)
Voix japonaise : Manami Numakura,
L'idole de l'école de Seiji. Seiji a d'abord été amoureux d'elle avant le début de la série, mais n'a pas agi sur de telles émotions en croyant qu'elle était hors d'atteinte. Après avoir découvert cela, Guri décide de l'utiliser comme amante de Seiji afin qu'elle ne meure pas en raison des effets du Kiss Note. Cependant, Akane s'approche de lui ce qui fait sursauter Seiji et causé un baisé avec Guri. Cela amène Akane à se mettre dans une rage folle, car elle avait remarqué les « regards amoureux » de Seiji et a finalement développé des sentiments pour lui aussi. Elle commence à l'accuser de l'avoir tromper, puis à planter des couteaux dans la tête de Guri, révélant ainsi son immortalité. Finalement, Guri parvient à faire embrasser les deux, calmant brièvement Akane avant de l'énerver encore plus, en révélant qu'elle a ajouté son propre nom. Bien qu'elle attaque souvent Seiji, elle l'aime vraiment. Akane a l'habitude de retirer un nombre infini de couteaux cachés sous ses vêtements pour se battre. Elle devient extrêmement violente, parfois par réflexe inconscient, si quelqu'un tentait de lui dérober Seiji, en particulier Guri et Shikimi.
Yuzu Kichougasaki (黄蝶ヶ崎 袖, Kichougasaki Yuzu)
Voix japonaise : Yūki Nagano,
La petite demi-sœur de Akane, partageant le même père. Elle est amoureuse d'Akane, à la fois en tant que sœur et en tant que femme, même si elle développe plus tard des sentiments pour Seiji. Immensément protecteur de sa sœur, Yuzu suit souvent Akane partout où elle va (dont Akane est pleinement conscient et ne s'en préoccupe pas). Elle devient bonne amie avec Guri et Seiji, malgré une première rencontre assez difficile. Yuzu est également ajoutée dans leur harem, lorsque Guri ajoute son nom dans le Kiss Note contre la volonté d'Akane et de Seiji. Yuzu possède la capacité de faire appel à une puissante, mais inexpliquée, barrière défensive qui peut la défendre de tout, entre les couteaux d'Akane à un camion roulant en contre-sens. En raison de sa capacité de barrière, Yuzu a eu du mal à se faire des amis dans sa jeunesse tandis que ses proches la craignaient pour cela. Cependant, Guri devient rapidement amie avec elle, après l'avoir complimenté sur sa capacité, la trouvant cool, et plus tard en partageant son amour pour les Boys' love avec Yuzu.
Shikimi Shiramine (白峰 樒, Shiramine Shikimi)
Voix japonaise : Yumi Hara,
La cousine sadique, vide et manipulateur d'Akane et de Yuzu. Shikimi décide de rejoindre l'école de Seiji déguisée en découvrant sa relation avec Akane et Yuzu. Elle demande que Guri de l'ajouter à son harem pour la seule raison de gagner l'immortalité/protection divine en raison de son partenariat avec Guri. Cependant, Guri rejette la demande parce qu'elle pouvait dire qu'il n'y avait pas d'amour réel chez elle pour Seiji. Le passe-temps préféré de Shikimi est « d'accabler les gens », car c'est ce qui la réjouit plus que toute autre chose. Un gag récurrent dans la série est que Shikimi irrite assez souvent Akane avec ses tentatives de séduire ou d'embrasser Seiji.
Akua Aino (藍野 あくあ, Aino Akua)
Voix japonaise : Rie Takahashi,
La petite sœur assez garçon manqué de Seiji. Au cours de leur enfance ensemble, Akua était à l'origine beaucoup plus efféminé qu'à présent. Elle a commencé à changer depuis que Seiji passa de moins en moins de temps avec elle afin récupérer son attention. Malgré cela, Seiji ne l'a pas remarqué au point où cela s'est développé en rancœur envers Seiji, à cause de sa confusion. Après avoir découvert le tout nouveau harem de Seiji, son mécontentement grandit davantage, comme elle préférerait l'avoir pour elle-même). Aqua tente de blesser Seiji chaque fois qu'elle est irrité à cause de son ignorance concernant les émotions de celle-ci.
Korari (コラリ)
Voix japonaise : Nobuyuki Hiyama,
Le patron de Guri, un ange de niveau supérieur qui surveille les activités des cupides sous sa juridiction. Contrairement à d'autres anges, Korari ne prend habituellement pas de forme physique sur Terre et utilise souvent le chat de la famille Aino, Blue, comme réceptacle depuis son introduction. Korari déclare qu'il n'a absolument aucune compréhension de la notion humaine de l'amour et a tendance à se référer aux êtres humains comme des êtres de niveau inférieur par rapport à lui-même. Korari a l'habitude d'être très vaniteux à propos de son apparence, surtout lorsqu'il utilise sa véritable forme. Une plaisanterie récurrente dans la série est que, malgré l'affirmation de Korari selon laquelle sa forme est magnifique, la plupart des gens le trouvent effrayant à la place et ne peuvent le regarder directement. La seule exception est Aqua lorsqu'elle voit sa véritable forme pour la première fois, le trouvant magnifique choquant Seiji et réjouissant Korari.
Kamisama (神様)
Voix japonaise : Houchu Ohtsuka,
L'actuel Dieu, également le père de Guri. En dépit d'être la plus haute autorité au Ciel, il se relâche assez souvent et utilise son téléviseur spécial pour voir librement les événements sur Terre. Il a l'habitude de gâter sa fille et de l'espionner sur son téléviseur.
Maou (魔王, Maō)
Voix japonaise : Takehito Koyasu,
L'actuel Seigneur de l'Enfer. À l'origine, l'Enfer était régi par Mavuro, la mère de Guri, sa prédécesseur jusqu'à son départ après avoir été enceinte de Guri. Il a un complexe d'infériorité et se considère comme inapte à gouverner l'enfer. Malgré ses propos selon lesquelles Mavuro reste en tant que Dame de l'Enfer, il n'a pas réussi à la convaincre avant qu'elle ne disparaisse. Cela l'oblige à se tourner vers Guri comme un successeur potentiel puisqu'elle est la fille de Mavuro et cherche à la traîner vers l'enfer par tous les moyens pour y parvenir.
Tarō Tsuruoka (鶴岡 太郎, Tsuruoka Tarō)
Voix japonaise : Yasuaki Takumi,
L'assistant personnel et le chauffeur de Yuzu lui a été assignés par sa mère, Ameisha. Malgré le fait qu'il soit censé faire rapport des actions de Yuzu à sa mère, il est souvent obligé d'aider Yuzu à suivre Akane. Tsuruoka a tendance à être très paranoïaque et sujet de panique pour n'avoir pas fait son travail, de peur qu'il ne soit puni par Ameisha.
Stolas (ストラス, Sutorasu)
Voix japonaise : Ken'yū Horiuchi,
Connu publiquement dans la ville natale de Seiji comme étant le « démon Stolas ». Un pingouin anthropomorphe sociopathique avec des tendances violentes, Stolas a une obsession inquiétante pour la petite sœur de Seiji, Akua. Il a attaqué les deux quand ils étaient enfants mais a été enfermé dans une cage jusqu'à ce qu'il l'éclate des années plus tard pour poursuivre l'Aqua encore une fois. Stolas ne parle pas forcément en soi, ce ne sont que des sous-entendus basée sur la lecture de son regard pour interpréter sa pensée.
Suo Hiyama (緋山 蘇芳, Hiyama Suo)
Voix japonaise : Sayaka Ohara
La mère d'Akane et la matriarche du clan d'assassins Hiyama. Souvent décrite comme une femme à la fois magnifique et sans émotion, Suo est tombé amoureux du même homme qu'Ameisha. Malgré leur relation à trois qui allait bien pendant un certain temps, quand leur amant partagé a disparu, elle s'est plongée dans les affaires de l'entreprise familiale par désespoir. Comme sa fille Akane, Suo garde une grande quantité de katanas cachée sous son kimono et les manie très bien.
Ameisha Kichougasaki (黄蝶ヶ崎 アメイシャ, Kichougasaki Ameisha)
Voix japonaise : Rina Satō
La mère de Yuzu et la matriarche du clan Kichougasaki. Contrairement aux Hiyama, le clan Kichougasaki se spécialise dans la protection. Ameisha, la matriarche peut être décrite comme l'exacte opposé de Suo. Bruyante, émotive et un peu plus révélatrice dans ses habits, elle et la stoïque Suo s'affrontent excessivement. Après que leur bien-aimée porté disparu, Ameisha a été à peine dérangée par l'événement, choisissant plutôt de poursuivre sa route sans s'inquiéter. Ameisha, comme sa fille, possède une capacité de barrière similaire encore avec des capacités plus avancées telles que créer des ondes de choc.
Mavuro (マヴロ)
Voix japonaise : Yukari Tamura
La mère de Guri et l'ancienne Dame de l'Enfer.

## Productions et supports

### Manga
Le manga, écrit et dessiné par Megane Mihoshi, est lancé sur le site Comic Meteor d'Aplix le 9 mai 2012. Megane Mihoshi a révélé dans les commentaires du 13e volume, sorti le 10 mai 2018, que la série se terminerait avec le prochain volume. Le dernier chapitre est publié le 5 décembre 2018. Les chapitres sont rassemblés et édités dans le format tankōbon par Holp Shuppan avec le premier volume publié en mars 2013 ; la série compte au total quatorze volumes tankōbon principaux. Un volume spécial composé d'histoires courtes est publié le 11 mai 2017.

#### Liste des volumes
| no   | Japonais         | Japonais          |
| no   | Date de sortie   | ISBN              |
| ---- | ---------------- | ----------------- |
| 1    | 12 mars 2013     | 978-4-5938-5725-8 |
| 2    | 12 avril 2013    | 978-4-7575-4103-0 |
| 3    | 12 août 2014     | 978-4-5938-5748-7 |
| 4    | 11 janvier 2014  | 978-4-5938-5766-1 |
| 5    | 12 juin 2014     | 978-4-5938-5782-1 |
| 6    | 12 novembre 2014 | 978-4-5938-5792-0 |
| 7    | 12 mai 2015      | 978-4-5938-5804-0 |
| 8    | 10 décembre 2015 | 978-4-5938-5821-7 |
| 9    | 9 août 2016      | 978-4-5938-5839-2 |
| 10   | 11 décembre 2016 | 978-4-5938-5849-1 |
| 11   | 11 avril 2017    | 978-4-5938-5858-3 |
| 11.5 | 11 mai 2017      | 978-4-5938-5859-0 |
| 12   | 12 décembre 2017 | 978-4-5938-5874-3 |
| 13   | 10 mai 2018      | 978-4-8667-5011-8 |
| 14   | 10 janvier 2019  | 978-4-8667-5044-6 |

### Anime
Une adaptation anime avait été annoncée pour le printemps 2017,,,. La série est réalisée par Atsushi Nigorikawa au studio EMT Squared, avec les scripts écrits par Natsuko Takahashi, et une bande son composée par monaca. Celle-ci est diffusée pour la première fois au Japon entre le 6 avril et le 22 juin 2017 sur Tokyo MX, et un peu plus tard sur AT-X et BS Japan. Elle est composée de 12 épisodes. Crunchyroll diffuse la série en simulcast dans les pays francophones.
Le générique d'introduction est Koi? de Ai? de Bōkun Desu! (恋？で愛？で暴君です！) qui est interprété par le groupe d'idoles Wake Up, GIRLS!, et le générique de fin, chanté par smileY inc., s'intitule « Suki » wo Oshiete (「スキ」を教えて),.

#### Liste des épisodes
| No | Titre français                                                      | Titre japonais                                                         | Titre japonais                                                          | Date de 1re diffusion |
| No | Titre français                                                      | Kanji                                                                  | Rōmaji                                                                  | Date de 1re diffusion |
| -- | ------------------------------------------------------------------- | ---------------------------------------------------------------------- | ----------------------------------------------------------------------- | --------------------- |
| 1  | Je me suis rajoutée ! × Oh ! Un amour interdit ?                    | 私も、参戦します × ほぁー！！禁断の愛ですか！！太陽の傾いたこの世界で. | Watashi mo, sansen shimasu × Hoā!! Kindan no ai desu ka!!               | 6 avril 2017          |
| 2  | Snif, snif × La seule autorisée à toucher à Seiji… c'est moi        | くんすかくんすか × 青司くんを傷つけていいのは...私だけなの             | Kunsuka-kunsuka × Seiji-kun o kizutsukete ī no wa... Watashi dake na no | 13 avril 2017         |
| 3  | Je peux me débrouiller seule ! × Yo !                               | 私一人でなんとか出来る！× チョリーッス                                 | Watashi hitori de nantoka dekiru! × Chorīssu                            | 20 avril 2017         |
| 4  | Je ne perdrai pas ! × Serais-tu une camarade ?                      | 絶対負けませんから! × もしかしてお仲間ですか?                          | Zettai Makemasen kara! × Moshimashite o Nakama Desu ka?                 | 27 avril 2017         |
| 5  | C'est quoi, l'amour ? × Prosternation divine en direct LOL          | '愛'って何かにゃー × 神土下座なうww                                    | “Ai” tte nani ka nyā × kami dogeza nau ww                               | 4 mai 2017            |
| 6  | On va à la mer ensemble ? × Ce n'est pas quelque chose de rationnel | 一緒に海に行かないか？ × わかるわからないの問題じゃないでしょ          | Issho ni umi ni ikanai ka? × Wakaru wakaranai no mondai janaidesho      | 11 mai 2017           |
| 7  | Le festival bat son plein × Pourquoi on en est là ?                 | お祭りじゃーい × どうしてこうなったぁ!!                                | Omatsuri jā × Dōshite kō natta~!!                                       | 18 mai 2017           |
| 8  | Adieu × On est rivales !                                            | さよなら × 恋敵（ライバル）でしょ!!                                    | Sayonara × koigataki (raibaru) desho!!                                  | 25 mai 2017           |
| 9  | Absolument… rien × Je dois avoir un problème                        | 全然・・・何も・・・ × ちょっと、どうかしていました・・・              | Zenzen... nani mo... × Chotto, dōka shite imashita...                   | 1er juin 2017         |
| 10 | Je viens passer la nuit × Moi aussi, j'ai grandi                    | お泊まりに来ちゃいました × 私だって・・・成長するんだよ                | O tomari ni kichaimashita × Watashi datte... seichō surunda yo          | 8 juin 2017           |
| 11 | Elle est passée où ? × Merci pour tout                              | どこ行ったんだ あいつ × 今まで大変お世話になりました                   | Doko itta nda aitsu × Ima made taihen osewa ni narimashita              | 15 juin 2017          |
| 12 | Bonne idée ! Mourez ! × Je l'ai enfin compris                       | そうだ、死にましょう! × 私やっとわかりました                           | Sōda, shinimashou! × Watashi yatto wakarimashita                        | 22 juin 2017          |

### Sources
1. 1 2  (ja) « 恋愛暴君 », sur Comic Meteor (consulté le 28 avril 2017)
2. 1 2  (en) Karen Ressler, « Megane Mihoshi's Love Tyrant/Renai Bōkun Manga Ends on December 5 », sur Anime News Network, 30 novembre 2018 (consulté le 1er décembre 2018)
3. 1 2  (ja) « 「恋愛暴君」最終14巻に描き下ろしエピローグ、サイン色紙プレゼントも », sur natalie.mu,‎ 13 janvier 2019 (consulté le 26 mars 2019)
4. 1 2  (ja) « 「恋愛暴君」描き下ろしエピソードや購入特典用イラストも収録の短編集 », sur natalie.mu,‎ 12 mai 2017 (consulté le 1er décembre 2018)
5. 1 2  (en) « Megane Mihoshi's "Renai Boukun" Comedy Web Manga Gets Anime Adaptation », sur Crunchyroll, 9 décembre 2015 (consulté le 28 avril 2017)
6. 1 2  (en) « Renai Bōkun/The very lovely tyrant of love Comedy Manga Gets Anime », sur Anime News Network, 8 décembre 2015 (consulté le 28 avril 2017)
7. 1 2  (ja) « ON AIR », sur Site officiel (consulté le 28 avril 2017)
8. 1 2 3 4 5 6 7 8 9 10 11 12  (ja) « STAFF&CAST », sur Site officiel (consulté le 28 avril 2017)
9. 1 2 3 4 5  (en) « Renai Bōkun/The very lovely tyrant of love Anime's Visual, Main Cast, Staff Revealed », sur Anime News Network, 14 février 2017 (consulté le 28 avril 2017)
10. 1 2 3 4 5 6 7 8  « Renai Bōkun/The very lovely tyrant of love Anime Reveals Additional Cast », sur Anime News Network, 14 mars 2017 (consulté le 28 avril 2017)
11. ↑  (ja) « アニメ最終回に登場！マヴロ（CV.田村ゆかり） », sur Site officiel,‎ 20 juin 2017 (consulté le 22 juin 2017)
12. ↑  (en) Crystalyn Hodgkins, « Megane Mihoshi's Renai Bōkun/Love Tyrant Manga Ends in 14th Volume : Manga inspired 12-episode TV anime that premiered in April 2017 », sur Anime News Network, 10 mai 2018 (consulté le 10 mai 2018)
13. ↑  (ja) « 少女と強制的にキスさせられる「恋愛暴君」1巻に書店特典 », sur natalie.mu,‎ 13 mars 2013 (consulté le 26 mars 2019)
14. ↑  (en) « Harem Death Note Comedy "Renai Boukun" TV Anime Spotted For Spring 2017 », sur Crunchyroll, 8 décembre 2016 (consulté le 28 avril 2017)
15. ↑  (en) « Renai Bōkun/The very lovely tyrant of love Anime Reveals Spring 2017 Debut, Animation by EMT Squared », sur Anime News Network, 8 décembre 2016 (consulté le 28 avril 2017)
16. ↑  (ja) « Blur-ray/CD », sur Site officiel (consulté le 28 avril 2017)
17. ↑  « ANNONCE : Love Tyrant en simulcast sur Crunchyroll », sur Crunchyroll, 29 mars 2017 (consulté le 28 avril 2017)
18. ↑  (en) « Renai Bōkun Anime's Promo Video Reveals Theme Song Artists, April 6 Premiere », sur Anime News Network, 3 mars 2017 (consulté le 28 avril 2017)
19. ↑  (ja) « CD », sur Site officiel (consulté le 27 avril 2017)

### Œuvres
Édition japonaise
1. 1 2  (ja) « 恋愛暴君(1) », sur Amazon.co.jp (consulté le 28 avril 2017)
2. 1 2  (ja) « 恋愛暴君(2) », sur Amazon.co.jp (consulté le 3 juin 2017)
3. 1 2  (ja) « 恋愛暴君(3) », sur Amazon.co.jp (consulté le 3 juin 2017)
4. 1 2  (ja) « 恋愛暴君(4) », sur Amazon.co.jp (consulté le 3 juin 2017)
5. 1 2  (ja) « 恋愛暴君(5) », sur Amazon.co.jp (consulté le 3 juin 2017)
6. 1 2  (ja) « 恋愛暴君(6) », sur Amazon.co.jp (consulté le 3 juin 2017)
7. 1 2  (ja) « 恋愛暴君(7) », sur Amazon.co.jp (consulté le 3 juin 2017)
8. 1 2  (ja) « 恋愛暴君(8) », sur Amazon.co.jp (consulté le 3 juin 2017)
9. 1 2  (ja) « 恋愛暴君(9) », sur Amazon.co.jp (consulté le 3 juin 2017)
10. 1 2  (ja) « 恋愛暴君(10) », sur Amazon.co.jp (consulté le 3 juin 2017)
11. 1 2  (ja) « 恋愛暴君(11) », sur Amazon.co.jp (consulté le 3 juin 2017)
12. 1 2  (ja) « 恋愛暴君(11.5) », sur Amazon.co.jp (consulté le 3 juin 2017)
13. 1 2  (ja) « 恋愛暴君(12) », sur Amazon.co.jp (consulté le 30 octobre 2017)
14. 1 2  (ja) « 恋愛暴君(13) », sur Amazon.co.jp (consulté le 10 mai 2018)
15. 1 2  (ja) « 恋愛暴君(14) », sur Amazon.co.jp (consulté le 1er décembre 2018)